# 中央硝子
中央硝子株式会社（日語：セントラル硝子株式会社）是一家日本特殊玻璃和化學品的製造公司，1936年10月10日於日本成立，時名為「宇部曹達工業株式会社」。
2022年，申請在台灣南科高雄園區投資設立台灣子公司，研發生產混合氟氣之電子級氣體。

## 工廠
- 宇部工場
- 松阪工場
- 松阪工場堺製造所
- 川崎工場

## 外部連結
- 中央硝子 官方網站 （页面存档备份，存于）